# Pjotr Nikolajewitsch Nesterow

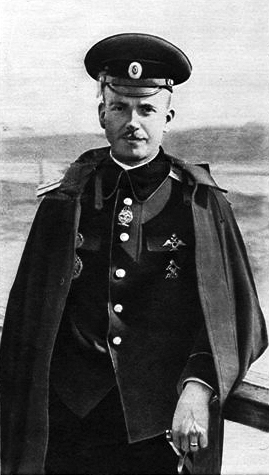
Stabshauptmann Pjotr Nesterow (1914)

Pjotr Nikolajewitsch Nesterow (russisch Пётр Николаевич Нестеров, wiss. Transliteration Pëtr Nikolaevič Nesterov; * 15. Februarjul. / 27. Februar 1887greg. in Nischni Nowgorod; † 26. Augustjul. / 8. September 1914greg. bei Schowkwa) war ein russischer Pilot und Flugzeugkonstrukteur.
Der Sohn des Offiziers Nikolai Fedorowitsch Nesterow (1863–1890) und dessen Frau Margarita Viktorowna wuchs in bürgerlichen Verhältnissen auf, der Vater war Ausbilder im Kadettenkorps Nischni Nowgorod. Nach dem unerwartet frühen Tod des Vaters im Alter von 27 Jahren brachte seine Mutter nicht die Mittel auf, um die Familie zu ernähren und war gezwungen, mit ihren vier Kindern in ein Witwenhaus zu ziehen. Pyotr Nesterow trat am 26. Augustjul. / 7. September 1897greg. im Alter von 10 Jahren dem Kadettenkorps bei, in dem sein Vater Ausbilder gewesen war. Im August 1904 verließ Nesterow das Kadettenkorps als einer der Jahrgangsbesten und ging an die Artillerieschule in St. Petersburg. Nach seinem Abschluss diente er in der 9. Ostsibirischen Artilleriebrigade in Wladiwostok und wurde 1909 zum Leutnant der russischen Armee ernannt.
Im selben Jahr wurde Nesterow zur Festung Wladiwostok abkommandiert und kam das erste Mal mit der Luftfahrt in Kontakt. Bei der dort stationierten Ballonabteilung nahm er an mehreren Ballonaufstiegen teil. Nesterow hatte inzwischen geheiratet, 1909 kam seine Tochter Margarita zur Welt.

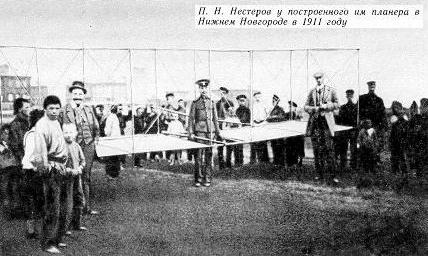
Nesterow und Sokolow mit ihrem selbstgebauten Gleiter (1911)

Im Sommer 1911 kehrte Nesterow zu einem längeren Urlaub mit seiner Frau und Tochter in seine Heimatstadt Nischni Nowgorod zurück. Dort baute er mit Pjotr Sokolow ein Segelflugzeug nach eigenen Entwürfen und machte mit ihm im August erste Flugversuche. 
Nesterow begann im Oktober 1911 bei der Flugschule Gamajun in Gattschina mit der Fliegerausbildung, die er am 15. Septemberjul. / 28. September 1912greg. mit der Pilotenprüfung abschloss, im Oktober bestand er auch die Prüfung zum Militärpiloten. Im Mai 1913 wurde Nesterow zum Stabskapitän (Hauptmann) befördert und im August Kommandant des 11. Korps der 3. Fliegerkompanie in Kiew. Das Fliegerkorps besaß mehrere Nieuport.IV, die bei dem russischen Unternehmen Dux in Lizenz gefertigt wurden. 
Nesterow unternahm täglich Trainingsflüge und entwickelte dabei innovative theoretische Ansichten zur aerodynamischen Stabilität und Manövrierfähigkeit von Flugzeugen, die er auch praktisch umzusetzen versuchte. Trotz bestehender Verbote führte er mit seiner Militärmaschine Flüge in Schräglage, Sturz- oder Gleitflüge durch. Nach intensiver Vorbereitung flog Nesterow am 27. Augustjul. / 9. September 1913greg. in Anwesenheit mehrerer Zeugen auf einer Nieuport.IV G einen Looping.

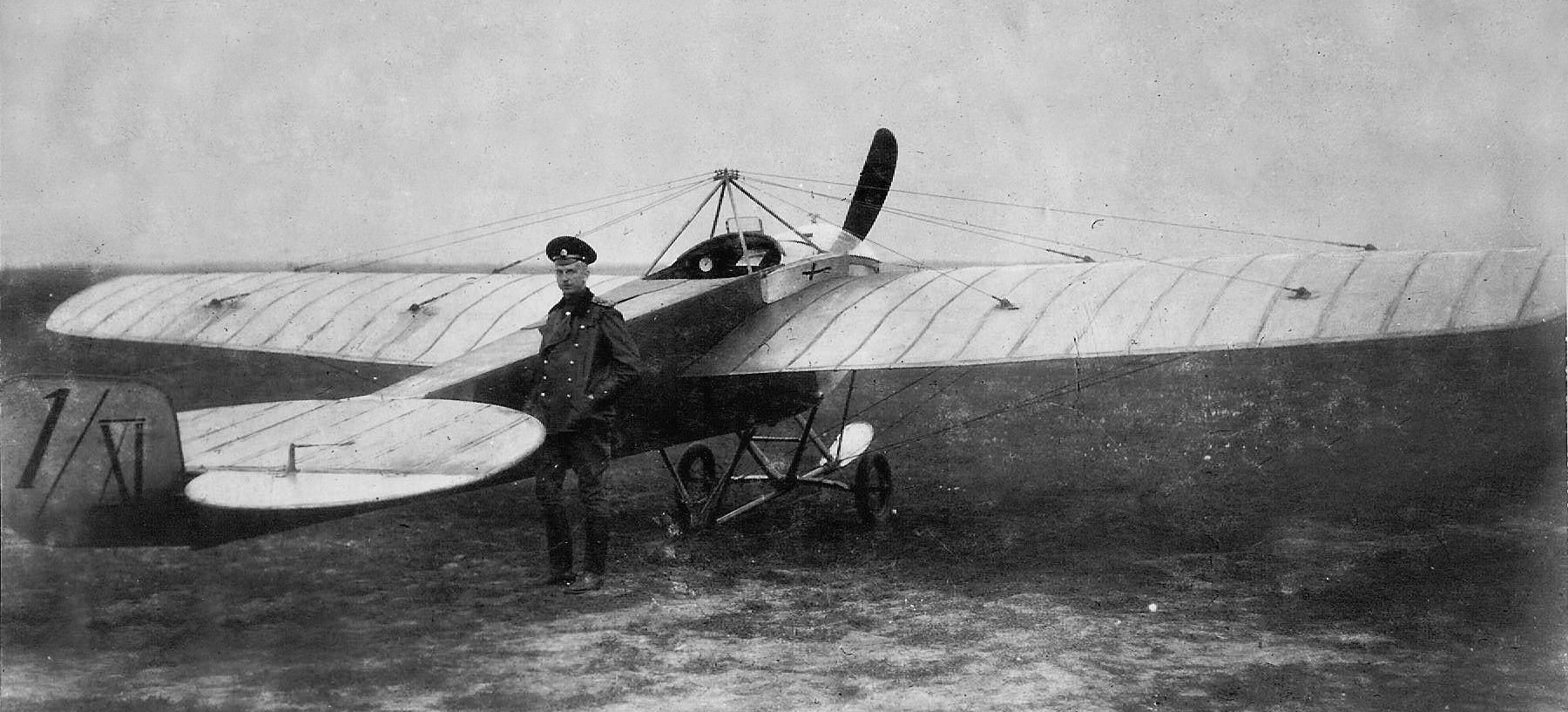
Nesterow vor der Nieuport.IV G, mit der ihm der erste Looping gelang (1913)

Diese Leistung machte ihn in Russland, später auch weltweit bekannt. Auch der französische Flieger Adolphe Pégoud, der sechs Tage später ebenfalls einen vollständigen Looping flog, erkannte Nesterows Verdienst, den Looping als erster geflogen zu haben, bei einem Besuch in St. Petersburg bedingungslos an. Heute gelten Nesterow und Pégoud als Begründer des Kunstfluges, Nesterow erkannte aber auch den Wert dieser Übungen für einen Militärpiloten. Nesterows Arbeitsalltag konzentrierte sich nun auf die Erforschung aerodynamischer Einflüsse und die konstruktive Verbesserung neuer Flugzeuge. In seinem Auftrag wurde beispielsweise eine Nieuport IV ohne Seitenruder erprobt. Aufgrund des Ausbruches des Ersten Weltkrieges wurden die begonnenen Versuche vorläufig eingestellt.

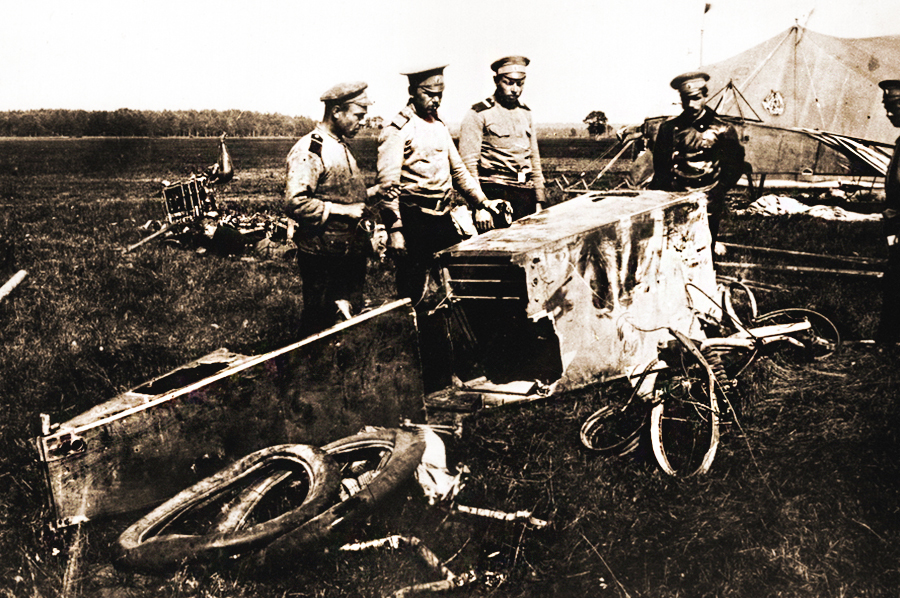
Russische Soldaten besichtigen eine Albatros der K.u.k. Luftfahrtruppen, die von Nesterow zum Absturz gebracht wurde (1914)

Der Krieg gab Nesterow als Flieger der russischen Fliegertruppe die Gelegenheit, seine Luftkriegstheorien in der Praxis zu erproben. Insbesondere beim Bombenabwurf war er recht zielsicher. Die damaligen Maschinen waren unbewaffnet, und so kam Nesterow zu der zweifelhaften Ehre, den ersten Selbstopferangriff in der Geschichte der Luftfahrt auszuführen. Am 26. Augustjul. / 8. September 1914greg. rammte er während der Schlacht in Galizien mit seiner Morane-Saulnier G die Albatros des österreichischen Piloten Franz Malina mit dem Beobachter Friedrich Rosenthal. Möglicherweise hatte Nesterow versucht, das gegnerische Flugzeug nur mit Hilfe seines Fahrwerks zu beschädigen, was aber misslang. Beide Maschinen stürzten ab, Piloten und Beobachter kamen ums Leben. Die sterblichen Überreste Nesterows wurden in Kiew auf dem Lukjaniwska-Friedhof beigesetzt. Er hinterließ seine Frau und zwei Kinder.

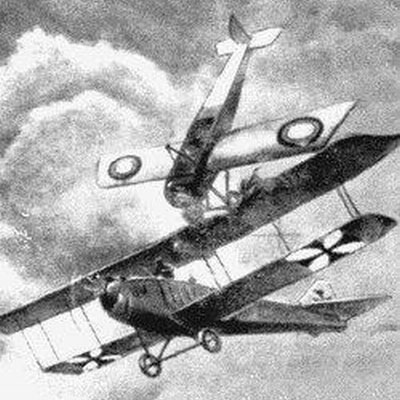
Idealisierte Darstellung des Rammangriffs von Nesterow auf die österreichische Albatros B.I

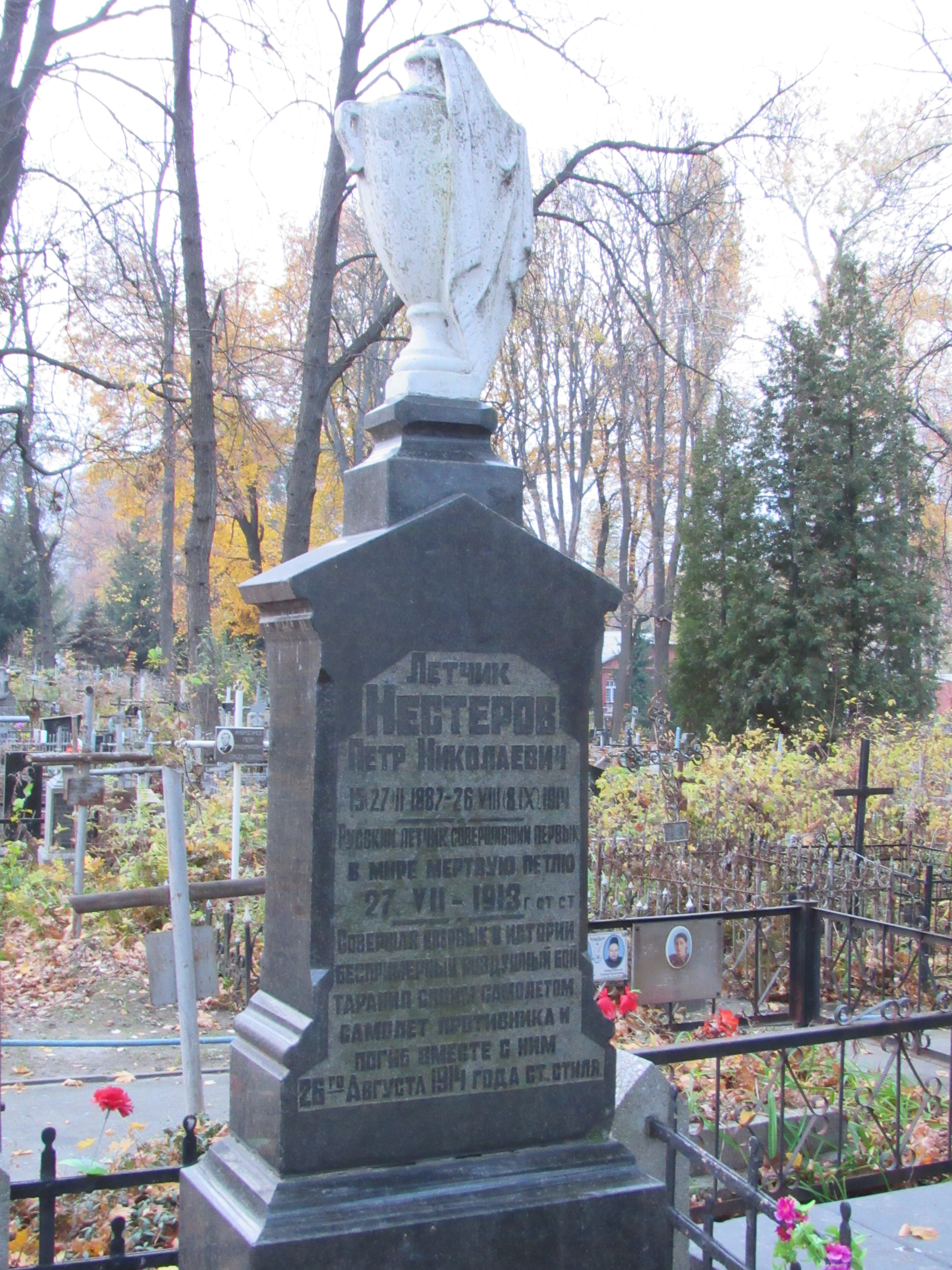
Das Grab von Nesterow in Kiew

Nesterows Rammmethode wurde während des Ersten und Zweiten Weltkrieges von russischen und sowjetischen Piloten erfolgreich angewandt, ohne dass sie dabei ihr Leben verloren.

## Ehrungen

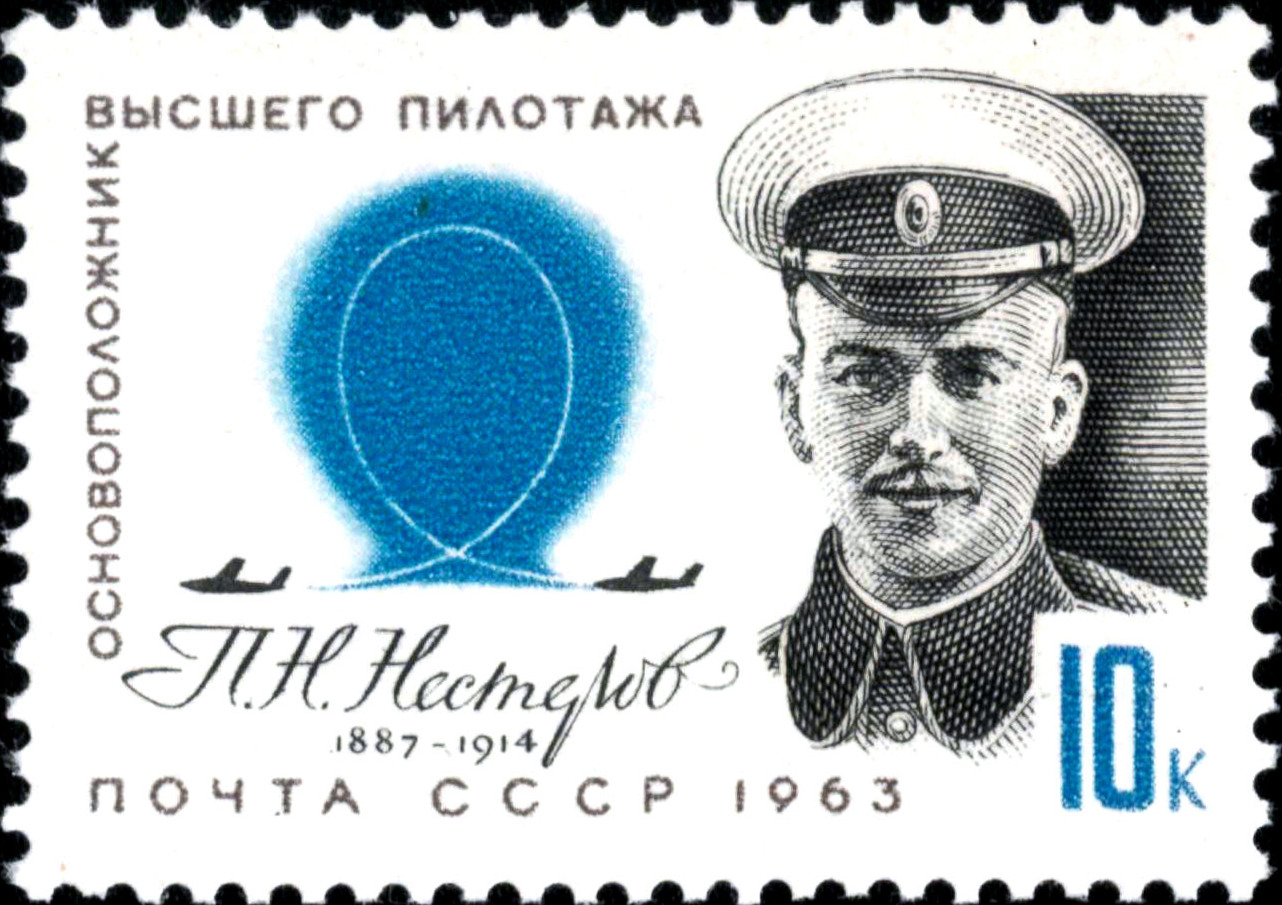
Nesterows Looping auf einer sowjetischen Sondermarke

1951 erhielt die ukrainische Stadt Schowkwa, nahe der Pjotr Nesterow ums Leben kam, den Namen Нестеров (Nesterow). 1992 erfolgte die Rückbenennung.
Die Sowjetunion stiftete 1962 den Nesterow-Pokal für die beste Kunstflugmannschaft.
1986 wurde der am 28. März 1973 entdeckte Asteroid (3071) Nesterov nach Pjotr Nesterow benannt.
Auf Grundlage eines Präsidentenerlasses wurde am 2. März 1994 in Russland die Nesterow-Medaille als neue militärische Auszeichnung eingeführt.